# Zbigniew Białecki (1933–1990)
Zbigniew Andrzej Białecki (ur. 8 czerwca 1933 w Jabłonowie Pomorskim, zm. 1990) – polski polityk, poseł na Sejm PRL VII, VIII i IX kadencji.

## Życiorys
Syn Wincentego i Heleny. W 1952 uzyskał wykształcenie średnie zawodowe, kończąc Państwową Średnią Szkołę Zawodową w Toruniu. W latach 1949–1956 należał do Związku Młodzieży Polskiej. W 1955 wstąpił do Polskiej Zjednoczonej Partii Robotniczej, a w 1957 do Związku Młodzieży Socjalistycznej. W 1960 został pomocnikiem maszynisty w Lokomotywowni PKP w Toruniu, w 1964 maszynistą parowozu, a w 1970 maszynistą lokomotyw spalinowych. W 1976 został radnym Wojewódzkiej Rady Narodowej w Toruniu.
Trzykrotnie uzyskiwał mandat posła na Sejm PRL, wybranego w okręgu Toruń (był parlamentarzystą w latach 1976–1989). W Sejmie VII kadencji zasiadał w Komisji Komunikacji i Łączności. W VIII kadencji ponownie zasiadał w tej samej komisji, a ponadto w komisjach: Spraw Zagranicznych oraz Nadzwyczajnej do rozpatrzenia projektu ustawy – Ordynacja Wyborcza do Sejmu PRL. W IX kadencji Sejmu zasiadał w komisjach: Regulaminowej i Spraw Poselskich, Komisji Transportu i Łączności, Komisji Nadzwyczajnej do rozpatrzenia projektów ustaw związanych z realizacją drugiego etapu reformy gospodarczej, Komisji Nadzwyczajnej do kontroli wdrażania programu realizacyjnego drugiego etapu reformy gospodarczej oraz w Komisji Nadzwyczajnej do rozpatrzenia projektów ustaw zmieniających przepisy dotyczące rad narodowych i samorządu terytorialnego.
W latach 1976–1979 był jednocześnie sekretarzem ds. organizacyjnych Komitetu Zakładowego PZPR przy Węźle PKP w Toruniu, a od 1977 do 1978 słuchaczem Wieczorowego Uniwersytetu Marksizmu-Leninizmu. W grudniu 1979 zasiadł w Komitecie Wojewódzkim PZPR w Toruniu, a także w jego egzekutywie. W lutym 1980 był delegatem na VIII Zjazd partii. Od 1981 do 1983 był sekretarzem ds. ekonomicznych, a w latach 1983–1986 I sekretarzem KZ przy Węźle PKP. We wrześniu 1986 ponownie zasiadł w KW.

## Odznaczenia
- Krzyż Kawalerski Orderu Odrodzenia Polski
- Srebrny Krzyż Zasługi
- Medal 40-lecia Polski Ludowej